# Tall al-Karama
Tall al-Karama (arab. تل الكرامة) – wieś w Syrii, w muhafazie Idlib. W 2004 roku liczyła 3785 mieszkańców.